# Billy (hundras)
För andra betydelser, se Billy.
Billy är en hundras från Frankrike. Den är en korthårig, vit braquehund framavlad med början 1877 utifrån drivande hundar av lantrastyp på slottet Billy i Poitou för jakt i koppel (pack) på högvilt, särskilt vildsvin och hjort. 1927 skingrades kopplet och efter andra världskriget räknades rasen som utdöd. En inventering visade att några individer fanns kvar och med hjälp av poitevin återskapades rasen. Billy är en ovanlig ras även i hemlandet.